# Ælfheah (évêque de Wells)
Pour les articles homonymes, voir Ælfheah.
Ælfheah ou Alphège est un ecclésiastique anglo-saxon mort en 937 ou 938. Il est évêque de Wells de la fin des années 920 à sa mort.

## Biographie
Ælfheah est élu évêque de Wells après l'élévation de l'évêque Wulfhelm à l'archevêché de Cantorbéry, survenue entre janvier 926 et 928. Il est le troisième occupant de cette chaire, après Wulfhelm et Athelm. Sa première apparition certaine comme évêque de Wells est datée d'avril 928. Avant cette date, il est possible qu'il ait témoigné sur une charte du roi Æthelstan, sur laquelle figurent deux témoins nommés Ælfheah, l'un étant un prêtre royal et l'autre un moine de Cantorbéry.
Ælfheah meurt entre 937 et 938, date à laquelle le siège de Wells est occupé par Wulfhelm II.